# Primul deceniu î.Hr.
Secole: Secolul al II-lea î.Hr. - Secolul I î.Hr. - Secolul I
Decenii: Anii 50 î.Hr. Anii 40 î.Hr. Anii 30 î.Hr. Anii 20 î.Hr. Anii 10 î.Hr. - Primul deceniu î.Hr. - Primul deceniu d.Hr. Anii 10 Anii 20 Anii 30 Anii 40
Anii: 10 î.Hr. | 9 î.Hr. | 8 î.Hr. | 7 î.Hr. | 6 î.Hr. | 5 î.Hr. | 4 î.Hr. | 3 î.Hr. | 2 î.Hr. | 1 î.Hr.
Anul 9 î.Hr. (IX î.Hr.) a fost un an obișnuit al calendarului iulian.

## Evenimente
- 9 î.Hr. Pannonia este ocupată de Imperiul Roman și devine parte din teritoriul Iliriei